# Deuteronomos ochreatus
Deuteronomos ochreatus là một loài bướm đêm trong họ Geometridae.